# Çandır
Çandır ist eine Stadt und ein Landkreis der türkischen Provinz Yozgat. Die Stadt liegt etwa 90 Kilometer südöstlich der Provinzhauptstadt Yozgat und wurde 1930 in den Rang einer Gemeinde (Belediye) erhoben.

## Landkreis
Der Landkreis liegt im Süden der Provinz und ist sowohl flächenmäßig als auch bevölkerungsmäßig der kleinste der Provinz. Er grenzt im Westen an den Landkreis Boğazlıyan, im Norden und Osten an den Landkreis Çayıralan und im Süden an die Provinz Kayseri. Eine Landstraße verbindet die Kreisstadt mit Boğazlıyan im Westen und Çayıralan im Osten.
Der Landkreis wurde ebenso wie vier weitere am 20. Mai 1990 neu gebildet. Bis dahin war er ein Bucak im damaligen Kreis Çayıralan. Zur letzten [Volkszählung] vor der Gebietsänderung (1985) hatte er 10.909 Einwohner, was etwa 3,1 der damaligen Kreisbevölkerung entsprach.
Ende 2020 bestand der Kreis neben der Kreisstadt (81,3 % der Kreisbevölkerung) aus vier Dörfern (Köy) mit durchschnittlich 205 Bewohnern. Die Skala der Einwohnerzahlen reichte von 286 bis 142. Die Bevölkerungsdichte lag mit 21,4 unter dem Provinzwert von 30,6 Einw. je km².

## Persönlichkeiten
- Chenork Kaloustian (1913–1990), armenisch-apostolischer Patriarch von Konstantinopel